# Играч на жици — Радомир Стевић Рас
Играч на жици — Радомир Стевић Рас је југословенски документарни ТВ филм из 1992. године.

## Улоге
| Глумац              | Улога                   |
| ------------------- | ----------------------- |
| Иван Бекјарев       | Лично, глумац           |
| Анита Панић         | Лично, домаћин          |
| Александар Поповић  | Лично, писац            |
| Милош Радивојевић   | Лично, редитељ          |
| Ева Рас             | Лично, глумица          |
| Радомир Стевић Рас  | Сликар, архивски снимци |
| Боро Стјепановић    | Лично, глумац           |
| Слободан Стојановић | Лично, писац            |
| Милош Жутић         | Лично, глумац           |